# Forte do Corpo Santo (Santa Cruz da Graciosa)

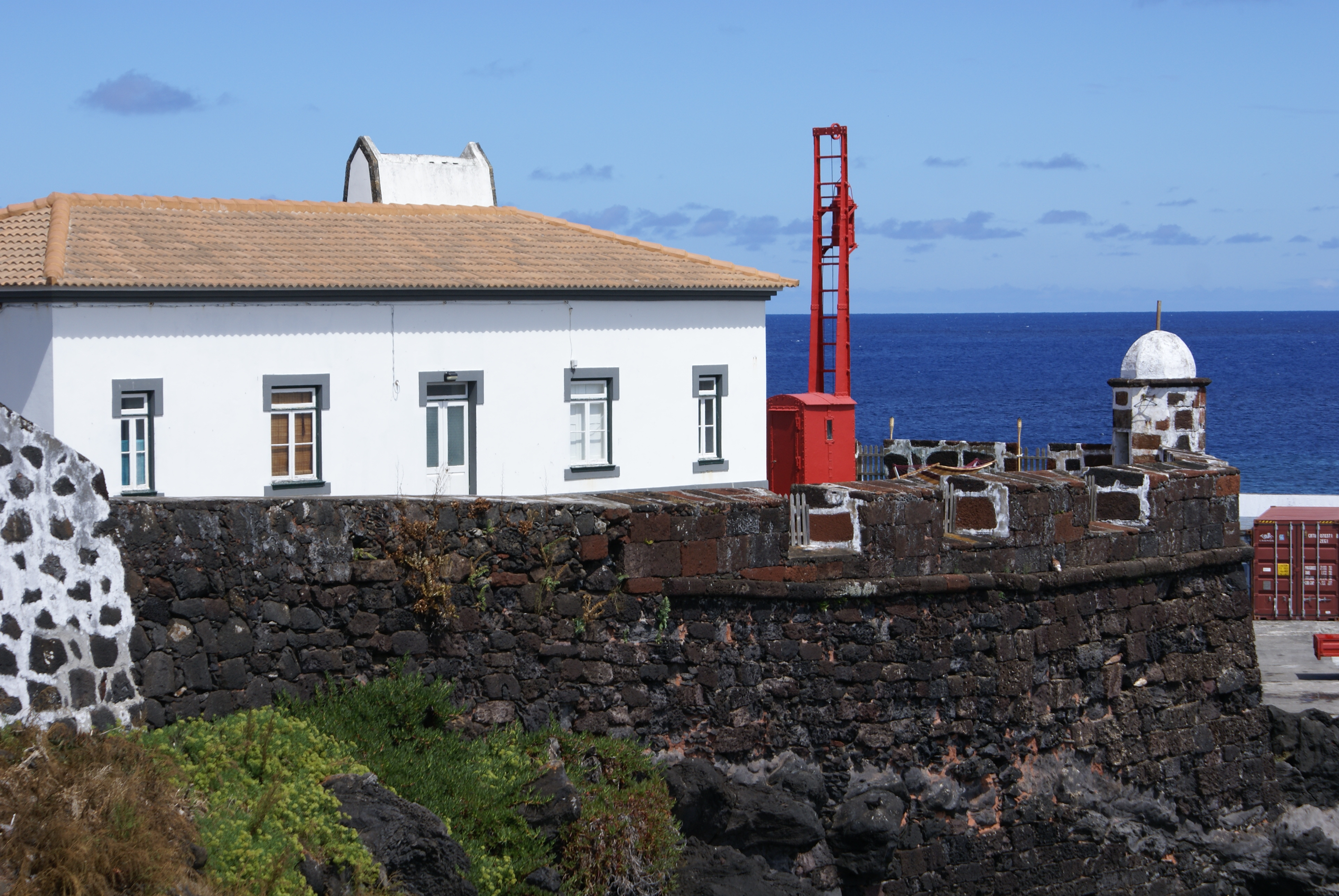
Forte do Corpo Santo, Santa Cruz da Graciosa.

O Forte do Corpo Santo, também referido como Fortim da Calheta, Forte da Ponta do Freire ou simplesmente Forte do Freire, localiza-se na ponta do Freire, na vila e freguesia de Santa Cruz, concelho de Santa Cruz da Graciosa, na ilha Graciosa, nos Açores.
Em posição dominante sobre este trecho do litoral, constituiu-se em uma fortificação destinada à defesa do antigo ancoradouro da vila contra os ataques de piratas e corsários, outrora frequentes nesta região do oceano Atlântico.

## História
No contexto da Guerra da Sucessão Espanhola (1702-1714) encontra-se referido como "O Forte do Corpo Santo." na relação "Fortificações nos Açores existentes em 1710".
Pode ser um dos dois fortes referidos na vila de Santa Cruz em 1738:
"(...) ajunto do porto barra aonde entram navios pequenos e fora da barra podem emquorar os navios que quizerem de alto bordo e 30 e 40 brasas de fundo, tem dois fortes com artilharia nas duas pontas do dito porto da barra e perto do portam [da vila] tem artilharia que se fecha o dito portam no veram (...)."
A "Relação" do marechal de campo Barão de Bastos em 1862, assinala que "Tem uma caza arruinada." e indica que se encontra entre os fortes na ilha "Incapazes desde muitos annos."
Encontra-se relacionado no "Catálogo provisório" em 1884, que informa: "No logar da Villa de Sta. Cruz, do mesmo nome do fórte onde ha um desembarcadouro pedregoso. Com quanto em máo estado e a casa é fechado e serve de fazer as honras do porto só com bandeira."
O mesmo autor, em sua "Memória descriptiva" ao final do século XIX detalhou a informação:
"Capitulo 1.º– Descripção e historia da propriedade
Na Villa e concelho de S.ta Cruz da Ilha Graciosa, districto administrativo de Angra do Heroismo, e que constitui o commando central militar dos Açôres, e no logar chamado do Corpo Santo ha uma bahia ou enseada para a defeza da qual se construio o Forte denominado do Corpo Santo. (...) É de forma exagonal, e montava 9 boccas de fogo como se vê da respectiva planta. Tinha no seu recinto uma pequena casa, e da qual só existem as paredes. Não ha monumentos certos da sua edificação, mas parece que já existia quando em 1710 o general Couto Castello-Branco inspeccionou as fortificações açorianas, segundo o Archivo dos Açôres.(a) Pertence á freguesia e Commarca de Sta. Cruz.
Capitulo 2.º– Condicções de construcção
As muralhas que olham ao mar foram construidas de basalto e tufo argamassado, o que lhe dava garantias de alguma solidez; porem a da góla é uma parede e que tem resistido por não ser batida pelo mar e estar abrigada pelas casas que lhe ficam proximas.
Capitulo 3.º– Estado de conservação
Está em pessimo estado, faltando-lhe parte do lagêdo que guarnecia as muralhas, e o existente está solto tendo-lhe cahido a argamassa em que assentava. As muralhas interiormente estão damnificadas bastante bem como as canhoneiras. As casas só tem as paredes e estas em máo estado. O fórte ainda se conserva fechado com um máo portão.
Capitulo 4.º– Fim a que foi destinado e qual a sua actual applicação
A defender o desembarque no porto da Villa. Actualmente está desartilhado, e conserva um portão ainda que máo por haver ali um páo de bandeira para se arvorar esta quando ali passam navios de guerra, etc. Está a cargo do commandante militar da Ilha.
(...)
Quartel em Angra do Heroismo, 20 de junho de 1885.
Damião Freire de Bettencourt Pego C.el em comm.ão
Atualmente encontra-se em bom estado de conservação, e alberga um farolim e as instalações da Polícia Marítima.

## Características
Fortificação abaluartada de pequenas dimensões, apresenta planta quadrangular. Eguida em alvenaria de pedra à vista, grosseiramente aparelhada, apresenta as juntas rebocadas e caiadas na parte superior da face interna.
No ângulo dos dois panos centrais ergue-se uma guarita de planta octogonal, recoberta por cúpula também octogonal.
Na passagem da parte inclinada para a parte superior, de faces verticais, ameada, desenvolve-se um "cordão".
No pano de muralha voltado a leste abrem-se três canhoneiras. Nos demais lados, apenas duas em cada um.